# Margarita Schuyler
Margarita "Peggy" Schuyler (12 gennaio 1758 – 14 marzo 1801) è stata la terza figlia del Generale Philip Schuyler. Fu la moglie di Stephen Van Rensselaer III, sorella di Angelica Schuyler Church, Philip Jeremiah Schuyler ed Elizabeth Schuyler Hamilton, e cognata di John Barker Church e Alexander Hamilton.

## Biografia
Peggy Schuyler nacque ad Albany (New York) il 19 settembre 1758, terza figlia di Catherine Schuyler (nata Van Rensselaer) e Philip Schuyler, un ricco generale nell'Esercito Continentale durante la Rivoluzione americana. Tra i suoi fratelli troviamo Philip Jeremiah Schuyler (1768–1835), Angelica Schuyler Church (1756–1814) ed Elizabeth Schuyler Hamilton (1757–1854).
La famiglia Schuyler era tra le nobili famiglie olandesi che si erano stabilite intorno ad Albany a metà del Seicento. Nonostante l'agitazione della guerra franco-indiana, alla quale suo padre partecipò e che in parte venne combattuta vicino alla sua casa d'infanzia, l'infanzia di Peggy fu spesa comodamente, ricevette da sua madre un'educazione di base e imparò attività domestiche tra cui cucire.
Sposò Stephen Van Rensselaer, un cugino distante che all'epoca aveva 19 anni, dal quale ebbe tre figli, ma soltanto uno riuscì a sopravvivere fino all'età adulta:  Stephen Van Rensselaer IV (1789–1868).
Si ammalò nel 1799 e le sue condizioni di salute peggiorarono nell'inverno fra il 1800 e il 1801; morì il 14 marzo 1801.